# Fulleda
Fulleda è un comune spagnolo di 115 abitanti situato nella provincia di Lleida, in Catalogna.

## Luoghi d'Interesse
- Església di Santa Maria de Fulleda